# Elefantul alb
Elefantul alb (în hindi सफेद हाथी, transliterat: Safed Haathi) este un film de aventuri indian din 1977, regizat de Tapan Sinha⁠(d). A câștigat premiul național „Lotusul de aur” pentru cel mai bun film pentru copii în 1977 și a obținut „Premiul special al juriului” la ediția a VI-a a Festivalului „Copilul în vremea noastră”, organizat în 1983 în cadrul Mifed (Mercato internazionale del film e del documentario) de la Milano, Italia. Filmul indian a participat, de asemenea, la mai multe festivaluri internaționale prestigioase de film care au avut loc la Berlin, Moscova, Tașkent, Cannes, Adelaide, Sofia, Cairo, Gijon etc., unde a fost lăudat pentru tema sa contemporană (conservarea florei și faunei) și pentru accentul pus pe calități precum cavalerismul, spiritul de aventură și caracterul integru al copiilor.

## Rezumat
Un cineast filmează povestea unui copil orfan pe nume Shibu, care locuiește împreună cu unchiul matern, cu soția acestuia și cu sora sa mai mare, Rani, într-un sat mic din India. În timp ce unchiul are o atitudine indiferentă față de Shibu, mătușa este foarte crudă. Mynah, o pasăre vorbitoare, este cea mai bună prietenă a băiatului.
Într-o seară, mătușa îi cere lui Shibu să ducă un sari la mama ei care locuiește într-un alt sat. Unicul drum trece printr-o pădure deasă. Deoarece se întunecă în timpul traversării pădurii, băiatul decide să se odihnească o vreme și adoarme. Este trezit de răgetul teribil al unui tigru feroce, care urmează să-l atace, dar în acel moment apare un elefant alb uriaș, care se îl salvează pe copil de la o moarte sigură. Tigrul este speriat și fuge, iar Shibu se împrietenește cu marele elefant alb, pe care îl numește „Airawat”.
În dimineața următoare, Shibu ajunge în siguranță în celălalt sat și înmânează sariul mamei mătușii sale. Ea îi oferă, în schimb, niște bani pentru a-și cumpăra ceva bun de mâncare. Cu acei bani Shibu cumpără niște banane și, după ce se întoarce în pădure, îl hrănește pe noul său prieten, Airawat, care este foarte bucuros și îi dă o monedă prețioasă de aur provenită dintr-o oală îngropată. Băiatul se întoarce acasă și îi spune surorii sale, Rani, că și-a făcut un nou prieten în pădure, apoi îi arată moneda de aur. Fata îi cere fratelui ei să păstreze secretul cu privire la acele întâmplări, avertizându-l să nu spună nimic unchiului și mătușii, care sunt niște persoane lacome. Moneda de aur este găsită, în cele din urmă, de unchiul și mătușa copiilor. Ei încep să se poarte frumos cu Shibu și îl încearcă să afle originea monedei, urmărindu-l pe băiat atunci când acesta se întoarce în pădure pentru a-l întâlni pe Airawat.
Între timp, un maharajah vine în sat pentru o vânătoare și își amplasează cortul în apropierea pădurii. Unchiul și mătușa lui Shibu îi spun maharajahului că în acea pădure se află un elefant alb, care este un animal foarte rar întâlnit. Maharajahul le promite o răsplată substanțială pentru a-l conduce la elefantul alb și apoi le dă niște bani atunci când unchiul și mătușa i-l aduc pe micul Shibu. Aflând despre prietenia băiatului cu Airawat, maharajahul jură să captureze elefantul alb și plănuiește să pună o capcană. În aceeași seară, aflați pe drumul de întoarcere spre sat, unchiul și mătușa lui Shibu sunt uciși de animalele sălbatice din junglă.
A doua zi dimineața maharajahul îl duce pe Shibu în pădure, fiind însoțit de asociații săi și de o duzină de elefanți. El pune o armă la capul băiatului și îl cheamă pe Airawat, amenințând că îl va ucide pe Shibu dacă elefantul nu va veni de bunăvoie. Airawat apare și este capturat de maharajah. Băiatul încearcă cu disperare să-l salveze pe elefant și îi cere păsării Mynah să cheme toate animalele pădurii pentru a-i veni în ajutor. Elefanții, tigrii, cobrele și alte animale se unesc pentru a ataca tabăra maharajahului unde Airawat este ținut ostatic. Ei înconjură tabăra și, fără a ucide pe nimeni, reușesc să-l elibereze din captivitate pe Airawat. Odată liber, elefantul alb se întoarce în pădure împreună cu Shibu, fiind urmați de toate celelalte animale.

## Distribuție
- Shatrughan Sinha⁠(d) — maharajahul[5]
- Vijay Arora⁠(d) — cineastul[5]
- Sadhu Meher⁠(d) — unchiul matern al lui Shibu[5]
- Kalyan Chatterjee⁠(d)
- Utpal Dutt⁠(d) — bancherul
- Mala Jaggi — mătușa lui Shibu[5]
- Gayatri⁠(d) — Rani, sora mai mare a lui Shibu (menționată Gayatri Sharma)[5]
- Reena Barua
- Bharati Devi
- Vaskar Chowdhury
- Gobinda Chakrabarty
- Viswa Guhathakurta
- Ajoy Banerjee
- Debi Bhattacharjee
- Bunny
- Ashwani⁠(d) — Shibu, băiat orfan[5]

## Producție
Scenariul filmului a fost scris de cineastul indian Tapan Sinha⁠(d). Filmul a fost produs de compania indiană Neek Kamal Movies (prin producătorii R.A. Jalan și Pratap Agarwal) și regizat de Tapan Sinha.
Filmările au avut loc pe teritoriile statelor indiene Orissa, Karnataka și Assam, fiind folosite animale provenite de la grădini zoologice și circuri. Superstarul filmului a fost Shatrughan Sinha⁠(d), un actor foarte popular în acea vreme, care a fost distribuit în rolul maharajahului. Interpretul băiatului orfan Shibu a fost actorul copil Ashwani⁠(d), fiul producătorului Pratap Agarwa.
Imaginile au fost filmate de Bimal Mukherjee și editate de monteurul Subhodjh Roy. Muzica filmului a fost compusă de compozitorul indian Ravindra Jain⁠(d).

## Lansare
Elefantul alb a fost lansat pe 11 noiembrie 1977 în India și a câștigat premiul național „Lotusul de aur” pentru cel mai bun film pentru copii. El a concurat ulterior la mai multe festivaluri internaționale prestigioase de film care au avut loc la Berlin, Moscova, Tașkent, Cannes, Adelaide, Sofia, Cairo, Gijon etc.
Filmul a fost difuzat în România începând din vara anului 1979, rulând în unele cinematografe bucureștene precum Luceafărul (august 1979), Grivița (august-septembrie 1979), Aurora (septembrie 1979), Tomis (septembrie 1979), Munca (septembrie 1979), Ferentari (septembrie 1979) și Progresul (noiembrie 1979), dar și în premieră TV în cadrul emisiunii de seară de la TVR din 11 august 1987.